# Горњи Будачки
Горњи Будачки је насељено мјесто у општини Крњак, на Кордуну, Карловачка жупанија, Република Хрватска.

## Историја
У Горњем Будачком је 1944. године одржан Кордунашки процес против Срба партизана-комуниста, који се нису слагали с тим да Хрвати воде тај покрет, а Срби да за њега гину. Горњи Будачки се од распада Југославије до августа 1995. године налазио у Републици Српској Крајини. До територијалне реорганизације насеље се налазио у саставу бивше велике општине Карловац.

## Култура
У Горњем Будачком је сједиште истоимене парохије Српске православне цркве. Парохија Горњи Будачки припада Архијерејском намјесништву карловачком у саставу Епархије Горњокарловачке. У Горњем Будачком се налази храм Српске православне цркве посвећен Вазнесењу Господњем, првобитни храм срушен 1942. године, а нови храм започет са изградњом 1988. године. Парохију сачињавају: Горњи Будачки, Будачка Ријека, Суходол, Мала Црквина, Војновић Брдо, Јаснић Брдо, Трупињак, Бреборница, Перић Село и Бурић Село.

## Становништво
Горњи Будачки је према попису из 2011. године имао 28 становника.
| Националност       | 1991. | 1981. | 1971. | 1961. |
| Срби               | 68    | 89    | 103   | 116   |
| Југословени        | 4     |       |       |       |
| Хрвати             |       |       | 3     | 2     |
| Македонци          |       |       | 2     |       |
| остали и непознато |       |       |       |       |
| Укупно             | 72    | 89    | 108   | 118   |

| Демографија | Демографија | Демографија |
| Година      | Становника  | Становника  |
| ----------- | ----------- | ----------- |
| 1961.       | 118         |             |
| 1971.       | 108         |             |
| 1981.       | 89          |             |
| 1991.       | 72          |             |
| 2001.       | 31          |             |
| 2011.       |             | 28          |

## Знамените личности
- Владимир Матијевић, српски трговац и добротвор